# Lakefield College School
Die Lakefield College School (auch LCS, The Grove oder einfach Lakefield) ist eine Privatschule, Tagesschule sowie ein Internat im nördlichen Teil der Stadt Lakefield, Ontario. Sie war das erste kanadische Mitglied von Round Square, einer internationalen Vereinigung von Privatschulen, geprägt durch den Geist Kurt Hahns.
Lakefield ist dafür bekannt, dass es häufig von Kindern bekannter Persönlichkeiten besucht wird.

## Geschichte
Die Lakefield College School wurde im Jahre 1879 von Sam Strickland und Col. Sparham Sheldrake gegründet.
Im Jahr 1895 wurde Alexander Mackenzie Direktor der Schule und kaufte diese von Col. Sheldrake. Er baute die schuleigene Kirche im Jahre 1924 und stellte eine Schulbildungsphilosophie auf.
Während des Zweiten Weltkriegs wurde der Schulname in Lakefield Preparatory School geändert. Am 1. Januar 1966 wurde der Name wieder zu Lakefield College School geändert.
Im Jahr 1979 besuchte Prinz Andrew als Austauschschüler von der schottischen Gordonstoun School ein Semester die Lakefield College School. 1985 schloss der damalige spanische Thronfolger Prinz Felipe, inzwischen König von Spanien Felipe VI. in der Lakefield College School seine Schulausbildung ab.
Im Jahre 1997 wurde die alte Kirche durch eine neue ersetzt. Ein 12,5 Millionen Dollar teures Schülerzentrum wurde im Jahre 2007 gebaut.

## Sexueller Missbrauch
Im Jahr 2015 ergab eine unabhängige Untersuchung, dass der von 1974 bis 1980 an der Schule tätige anglikanische Pastor Keith Gleed (1932–2001) Schüler sexuell missbraucht hat. Im Mai 2018 sprach der  Schweizer Schriftsteller Christian Kracht erstmals über seinen Missbrauch durch Gleed.

## Schulcampus
Die LCS hat einen 127,48 Hektar großen, waldreichen, am Wasser gelegenen Campus am östlichen Ufer des Lake Katchewanooka, Ontario. Er ist nördlich der Stadt Lakefield, anderthalb Stunden entfernt von Toronto gelegen.
Auf dem Campus befinden sich zwölf Internatshäuser mit einem Durchschnitt von 20 Schülern pro Haus. Das Hauptgebäude beherbergt den Speisesaal, ein modernes Theater, einen Musikraum, einen Kunstraum, Spinde für Tagesschüler, Wissenschaftslabore, eine Bibliothek, einen Computerraum und Klassenräume.
Im Außenbereich befinden sich einige Sportanlagen, zum Beispiel eine künstliche Eisfläche. Des Weiteren befindet sich am Ufer ein Bootshaus mit Segelbooten, Kajaks und Kanus. In anderen Gebäuden befinden sich unter anderem ein Tanzstudio und ein Kraft- sowie Sportraum.
Im Oktober 2008 eröffnete die Schule ein neues Gebäude mit dem Namen „Hadden Hall“. Diese wurde nach David und Susan Hadden benannt, die 23 Jahre an der Lakefield College School verbrachten. Das Gebäude enthält einen modernen Kraft- sowie Sportraum, eine Kletterhalle, ein Tanzstudio, Gemeinschafts- und Aufenthaltsräume sowie einen Außensportbereich und eine Mehrzweckeinrichtung.
Im Oktober 2015 eröffnete die aktuellste Residenz, „Uplands“ genannt.

## Schüler
Im Jahre 2013 besuchten 365 Schüler (Klassen 9–12) die Lakefield College School, davon waren 252 Internatsschüler und 113 Tagesschüler.
Die Internatsschüler werden in zwölf unterschiedlichen Häusern untergebracht (Grove, Ondaatje, Memorial, Rashleigh, Upper Colebrook, Lower Colebrook, Susanna Moodie, Matthews, Wadsworth, Ryder, Cooper, Uplands), jedes mit einem erwachsenen "Head of House" (soll die Rolle eines Vaters einnehmen) und einem "Assistant Head of House", der die Rolle eines älteren Bruders oder einer älteren Schwester während der Schüler von zuhause weg ist, einnehmen soll.
Alle Schüler haben ebenfalls einen akademischen Betreuer. Dieser hilft bei der Kurswahl, bei der Universitätsbewerbung und organisiert Nachhilfe in allen Fächern, falls notwendig oder gewünscht.

## Kurrikulum
LCS bietet ein weitreichendes Angebot in Kunst, Sprachen, Mathematik, Wissenschaft, Technologie, Sozialwissenschaft und Wirtschaft an.